# Василенко Анатолій Стефанович
Анато́лій Стефа́нович Василе́нко (*3 вересня 1944) — український політик.
Член КПУ (з 1971); колишній народний депутат України.

## Життєпис
Народився 03.09.1944 у селі Радивонівка, Якимівський р-н, Запорізька область.

### Сім'я
- Мати Дреміна Євдокія Василівна (1920—1968) — медсестра;
- дружина Анохіна Валентина Костянтинівна (1947—1999) — залізничник;
- син Андрій — газоелектрозварник, м. Сімферополь;
- дочка Світлана — продавець магазину, м. Сімферополь;
- син Євген — газоелектрозварник, м. Сімферополь;
- дочки Тетяна та Ольга.

### Освіта
- Мелітопольське залізничне уч-ще № 1 (1961—1963);
- Дніпроп. дорожньо-тех. школа машиністів (1971—1972).

### Кар'єра
- 07.1963-1964, 1967—1971 — пом. машиніста, 1971—1998 — машиніст локомотива, з 1971 — секретар комітету комсомолу, з 1980 — гол. товариського суду, локомотивне депо ст. Сімферополь.
- 11.1964-11.1967 — служба в армії.
- З 1973 — нар. засідатель, Крим. облсуд.
- З 1974 — член Крим. обл. ради профспілок.
- З 1983 — член Крим. ОК КПУ.
- З 1992 — чл. президії Комуніст. партії Криму.

## Політична діяльність
- Народний депутат України 3 скликання 03.1998-04.2002 від КПУ, № 37 в списку. На час виборів: машиніст локомотивного депо станції Сімферополь Придніпровської залізниці (м. Сімферополь), член КПУ.
- Член Комітету з питань будівництва, транспорту і зв'язку (з 07.1998).
- Член фракції КПУ (з 05.1998).

## Звання та нагороди
- Машиніст локомотива I класу.
- Почесний залізничник СРСР (1990).
- Ордени Трудової Слави III (1976), II (1984) ступенів.
- Медаль «Ветеран праці» (1988).

## Інше
Захоплення: футбол.